# IC 5096
IC 5096 est une très vaste galaxie spirale vue par la tranche et située dans la constellation du Paon. Sa vitesse par rapport au fond diffus cosmologique est de 3 041 ± 12 km/s, ce qui correspond à une distance de Hubble de 44,9 ± 3,2 Mpc (∼146 millions d'al). Cette galaxie a été découverte par l'astronome américain DeLisle Stewart en 1899.
La classe de luminosité d'IC 5096 est II-III et elle présente une large raie HI.
À ce jour, 14 mesures non basées sur le décalage vers le rouge (redshift) donnent une distance de 51,764 ± 9,410 Mpc (∼169 millions d'al), ce qui est à l'intérieur des valeurs de la distance de Hubble. Notons cependant que c'est avec la valeur moyenne des mesures indépendantes, lorsqu'elles existent, que la base de données NASA/IPAC calcule le diamètre d'une galaxie et qu'en conséquence le diamètre d'IC 5096 pourrait être d'environ 73,7 kpc (∼240 000 al) si on utilisait la distance de Hubble pour le calculer.

## Groupe d'IC 5096
Selon A. M. Garcia IC 5096 est la principale galaxie d'un groupe qui porte son nom. Le groupe d'IC 5096 renferme au moins six membres. Les cinq autres galaxies du groupe sont NGC 7021, IC 5084, IC 5092, ESO 107-14 et ESO 107-15.